# Daniel Carleton Gajdusek
Daniel Carleton Gajdusek (rođen 9. rujna, 1923. u Yonkers, New York, SAD) je američki liječnik i istraživač koji je 1976.g. dobio Nobelovu nagradu za fiziologiju ili medicinu zajedno s Baruch S. Blumbergom. Nagradu je dobio za svoje istraživanje bolesti kuru, prve opisane bolesti koje uzrokuju prioni.
U svojim istraživanjima 1950ih i 1960ih, Gajdusek ja opazio da je bolest kuru vrlo česta među pripadnicama naroda Fore s Papue Nove Gvineje. Gajdusek je zapazio vezu između pogrebnog kanibalizma kojeg su prakticirali pripadnici toga naroda i bolesti.
Nakon što je zabranjen taj običaj, bolest je vrlo brzo nestala. 

## Vanjske poveznice
- Nobelova nagrada - autobiografija (engl.)